# 山芙蓉
山芙蓉（學名：Hibiscus taiwanensis S.Y.Hu），別名台灣芙蓉、狗頭芙蓉或三醉芙蓉、酸芙蓉，是台灣原生植物，為台灣特有種，分佈在台灣中低海拔山區。屬於錦葵科木槿屬。與原產中國大陸的木芙蓉重瓣的花型不同。誘蝶植物，例如吸引雌白黃蝶。

## 形態
株高約3至5公尺，葉具長柄，單葉互生，闊卵形至近似圓形，長約7至10公分，寬6至8公分。花期在8至10月，果期在11至12月，花開放時徑為9至15公分，初為白色，午後變為稍帶粉紅色，下午變為粉紅色。

## 習性
山芙蓉是屬於陽性植物，需要強日照，而且耐旱、耐污染也耐貧土。可為庭園樹、綠籬及水土保持。
山芙蓉的木頭可供製木屐，花瓣可以用炒炸方式處理後食用，根部可以入藥。據一項田野調查結果發現，山芙蓉在青草店常用青草藥排行第19位。